# Cyclodictyon aubertii
Cyclodictyon aubertii là một loài rêu trong họ Pilotrichaceae. Loài này được (P. Beauv.) Kuntze mô tả khoa học đầu tiên năm 1891.